# Bahnhof Bad Soden (Taunus)
Der Bahnhof Bad Soden (Taunus) in Bad Soden am Taunus ist der nördliche Endpunkt der Sodener Bahn sowie der Limesbahn.

## Lage und Bestand

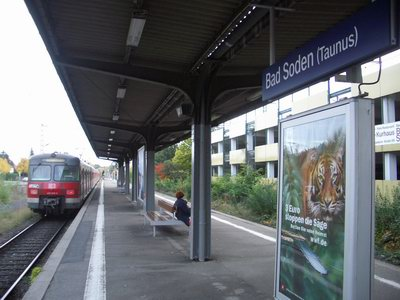
Bahnsteig mit S3 nach Darmstadt Hbf

Der Bahnhof liegt im Zentrum von Bad Soden am Taunus. Das Empfangsgebäude wurde 1847 erbaut. Erhalten ist aus dieser Zeit der mittlere Teil des Gebäudes. Der südliche Giebeltrakt und der nördlich angebaute Schuppen sind Ergänzungen aus dem zweiten Jahrzehnt des letzten Jahrhunderts. Das Empfangsgebäude ist ein Kulturdenkmal nach dem Hessischen Denkmalschutzgesetz. Gegenüber dem Bahnsteig gab es lange Zeit noch einen Güterschuppen mit eigenen Abstellgleisen. Diese Anlagen wurden in den letzten Jahren immer weiter abgebaut.

## Geschichte
Der Bahnhof Bad Soden wurde am 22. Mai 1847 als Endpunkt der Sodener Bahn eröffnet. Diese verband Soden mit dem nächstgrößeren Ort, Höchst. Dort bestand Anschluss an die 1839 eröffnete Taunus-Eisenbahn von Frankfurt am Main nach Wiesbaden. Die Strecke wurde einschließlich aller Anlagen zum 3. Mai 1872 von der Preußischen Staatsbahn übernommen.
Im Zuge der Anbindung an die S-Bahn Rhein-Main wurde 1978 der Ausbau zur heutigen Form mit zwei Gleisen abgeschlossen. Zugleich erhielt der Bahnhof Anschluss an eine zweite, neu gebaute Strecke von Frankfurt über Eschborn und Schwalbach für den S-Bahn-Verkehr. Im Zuge der Umgestaltung des Bahnhofsumfeldes in den Jahren 2010 und 2011 wurde das Bahnsteiggleis der Linie S3 verkürzt und endet nun auf der Höhe des Zuganges vom und zum Busbahnhof.
2011 wurde das Gebäude von der Messer Group aufgekauft und 2013 für 3,5 Millionen Euro saniert. Dabei wurde das Innere vollkommen entkernt und renoviert. Das Unternehmen hat hier seine Mitarbeiter-Kantine eingerichtet.
Das Parkhaus nahe dem Bahnhof wurde ab 2018 saniert und im Juli 2019 nach eineinhalb Jahren Bauzeit fertiggestellt. Es stehen 253 Parkplätze bereit.
Da die Strecke der S3 zwischen Niederhöchstadt und Bad Soden nur eingleisig ausgebaut ist, ermöglicht dies maximal einen 30-minütigen Takt. Im Stadtparlament Bad Sodens wurde daher der Bau eines weiteren Bahnsteiges diskutiert, um eine 15-minütige Taktung zu ermöglichen. Der Bau eines zweiten Gleises wurde jedoch nicht umgesetzt. 

## Baumaßnahmen
Der Bahnhofsvorplatz und Busbahnhof werden seit Juli 2023 neu gestaltet. Dabei wird der Bereich barrierefrei gestaltet und das Busbahnhofsdach erneuert. Außerdem werden öffentliche Toiletten errichtet. Das Bauvorhaben soll voraussichtlich 2025 abgeschlossen sein.

## Anbindung
Die S-Bahn-Linie S3 verläuft zwischen Bad Soden, Frankfurt (Main) Hbf und Frankfurt (Main) Süd. Von 1979 bis 1997 verkehrte die S3 auch zwischen Bad Soden und Frankfurt-Höchst. Diese Strecke, die Sodener Bahn, wurde ab 1997 lange – trotz der vorhandenen Oberleitung – betrieben mit Dieseltriebwagen der Baureihen VT 2E und LINT 41 der Hessischen Landesbahn. Inzwischen verkehren dort elektrische Züge vom Typ Alstom Coradia Continental als Regionalbahnlinie RB 11 des Rhein-Main-Verkehrsverbunds.
| Linie | Verlauf | Takt                                       | Betreiber      |
| ----- | --- | ------------------------------------------ | -------------- |
| S3    | Bad Soden (Taunus) – Sulzbach (Taunus) Nord – Schwalbach a Ts (Limes) – Schwalbach a Ts (Limes) Nord – Niederhöchstadt – Eschborn – Eschborn Süd – Frankfurt-Rödelheim – Frankfurt (Main) West – Frankfurt am Main Messe – Frankfurt (Main) Galluswarte – Frankfurt (Main) Hbf tief – Frankfurt (Main) Taunusanlage – Frankfurt (Main) Hauptwache – Frankfurt (Main) Konstablerwache – Frankfurt (Main) Ostendstraße – Frankfurt (Main) Lokalbahnhof – Frankfurt (Main) Süd | 30 min                                     | DB Regio Mitte |
| RB 11 | Sodener Bahn: Frankfurt-Höchst – Frankfurt-Sossenheim – Sulzbach (Taunus) – Bad Soden (Taunus) Stand: Fahrplanwechsel Dezember 2022 | 30 min (werktags) 60 min (sonn-/feiertags) | start          |

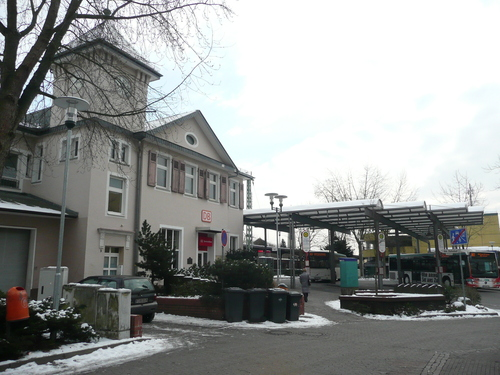
Bahnhofsplatz mit Busbahnhof

Im Busbahnhof am Bahnhofsvorplatz halten die lokalen Buslinien 253, 803, 810A, 811, 812 und 828.